# Apalis alablanca
L'apalis alablanca o apalis alablanc (Apalis chariessa) és una espècie d'ocell passeriforme que pertany a la família Cisticolidae pròpia d'Àfrica oriental.

## Distribució i hàbitat
Se la troba a Kenya, Malawi, Tanzània i Moçambic.
L'hàbitat naturals són els boscos humits tropicals. Està amenaçat per pèrdua d'hàbitat.